# Praça Itanhangá
A Praça Lúdio Martins Coelho Filho, conhecida também por Praça Itanhangá, fica situada em Campo Grande, Mato Grosso do Sul, Brasil.
Possui pista de cooper e quiosques, além de um parque infantil. Ali podem ser encontradas nascentes de água. Está localizada entre as ruas Chaadi Scaff e Antônio Oliveira Lima e teve uma história semelhante a muitas outras na capital. Após sua inauguração, foi aos poucos sendo abandonada, depredada e, finalmente, ocupada por mendigos e desocupados. Após receber uma reforma geral feita pela Prefeitura Municipal, a praça foi adotada pela Fundação Lowtons de Educação e Cultura (FUNLEC) em 16 de junho de 1999. Atualmente a praça esbanja beleza, vida e riqueza cultural.